# Farihin Farkhan
Farihin Farkhan  (* 26. April 1998 in Singapur), mit vollständigen Namen Muhammad Farihin Farkhan bin Nashir, ist ein singapurischer Fußballspieler.

## Karriere
Farihin Farkhan wurde Anfang 2020 von Tanjong Pagar United verpflichtet. Wo er vorher gespielt hat, ist unbekannt.  Tanjong spielt in der ersten Liga, der Singapore Premier League.